# Hölderlin-Gymnasium Lauffen am Neckar

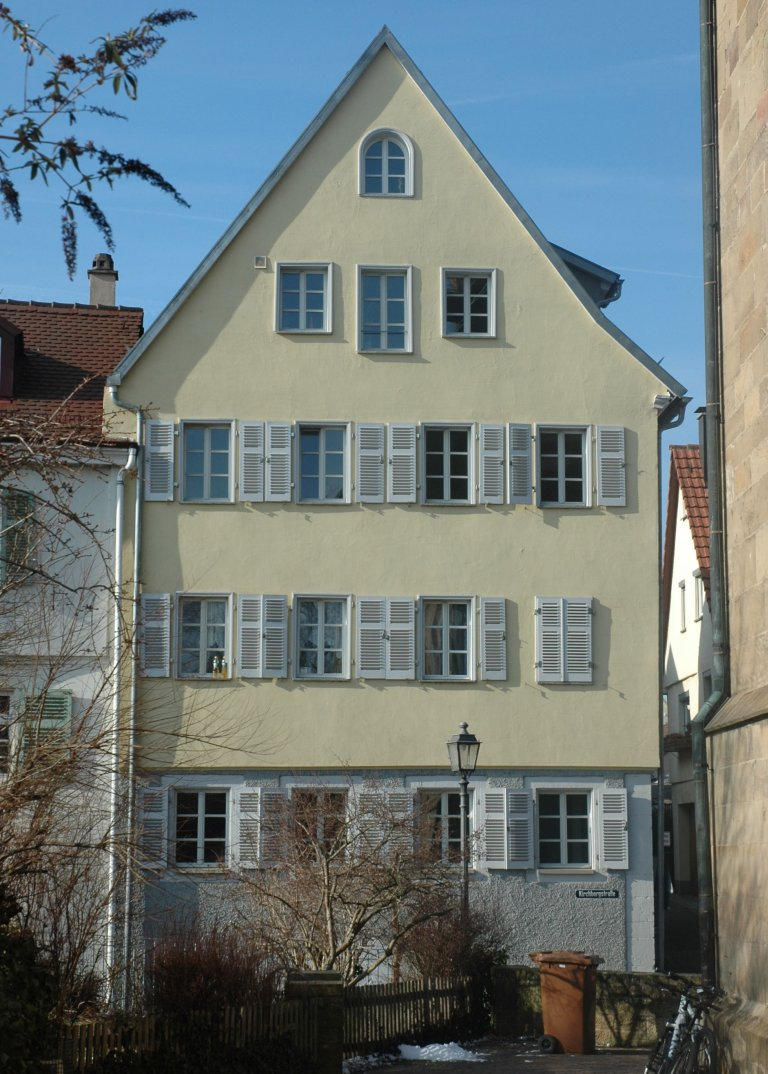
Altes Gebäude der Lateinschule in der Kirchbergstr. (Feb. 2009)

Das Hölderlin-Gymnasium (kurz: HöGy) ist ein allgemeinbildendes Gymnasium in Lauffen am Neckar. Die Schule ist nach dem gebürtigen Lauffener Friedrich Hölderlin benannt.

## Geschichte
Das Gymnasium lässt sich bis auf die 1491 durch den württembergischen Grafen Eberhard im Bart eingerichtete Prädikatur zurückführen. Für das Jahr 1506 ist ein Martin Larin als erster offizieller Schulmeister bezeugt, zuvor hatte der Pfarrer gleichzeitig das Amt des Lehrers versehen. Als die Reformation Mitte des 16. Jahrhunderts Württemberg erreichte, ging die Prädikatur in der unter Herzog Ulrich gegründeten Lateinschule auf, deren Aufgabe es war, den Nachwuchs württembergischer Beamten und Theologen auszubilden. Bis 1520 immatrikulierten sich an den Universitäten Heidelberg und Tübingen nicht weniger als 17 Studenten, wovon einige später in Lauffen als Pfarrer dienten.
Ab 1835 erfolgten mehrere königliche Ministerialerlasse, nach denen insbesondere einklassige Lateinschulen in Realschulen umgewandelt werden sollten. In Lauffen wurden diese Erlasse nach dem Tod des Präzeptors Christoph Jakob Klunzinger, der seit 1812 an der Schule gewirkt hatte, umgesetzt. Ziel dieser Umwandlung war, „theils die allgemeine Bürgerbildung zu befördern, theils für die verschiedenen bürgerlichen Berufsarten tüchtig zu machen“. Die Umwandlung stieß indes auf Protest bei interessierten Eltern, und eine Gruppe von 49 Personen formulierte ihren Widerstand. Nachdem selbst ein Minister eingeschaltet worden war, wurde zunächst ein Kompromiss geschlossen, der eine Realschule mit Lateinunterricht vorsah. Ab 1838 wurde mit einem Staatszuschuss von 200 Gulden nach diesem Kompromissvorschlag unterrichtet, jedoch kam es in den nachfolgenden Jahren immer wieder zu Querelen und Umgestaltungswünschen. Ab 1848 wurde die Schule wieder als Lateinschule geführt.
Während des Ersten Weltkriegs wurde die Schule zweiklassig geführt, während des Zweiten Weltkriegs trug sie bereits die Bezeichnung Oberschule und war vierklassig. 1954 ging sie in das Hölderlin-Progymnasium in der neu erbauten Hölderlinschule in der Hölderlinstraße über. Für das Progymnasium, die neue Volksschule in der Hölderlinschule und die Herzog-Ulrich-Volksschule gab es ein gemeinsames Lehrerkollegium und eine gemeinsame Verwaltung, bis es 1962 zur organisatorischen Trennung von der Herzog-Ulrich-Volksschule kam. 1967 wurde die Schule zum Vollgymnasium ausgebaut, und 1970 legte der erste Jahrgang sein Abitur ab. 1975 zog das Hölderlin-Gymnasium schließlich in einen neu gebauten Gebäudekomplex im neuen Schulzentrum in der Weststadt um.

## Gebäude
Das Gebäude der alten Lateinschule in der Kirchbergstraße 11 neben dem Pfarrhaus der Regiswindiskirche wurde erstmals bei der Visitation von 1547 erwähnt. Obwohl im Dorf gelegen, fiel das Haus dabei an die Stadt Lauffen. In seiner heutigen Form stammt das verputzte Fachwerkhaus aus der Zeit um 1700. Es besitzt einen Rundbogenkeller und Eckquaderung. Das Gebäude wurde 1983 renoviert und steht unter Denkmalschutz (siehe hierzu Liste der Kulturdenkmale in Lauffen am Neckar).
1954 wurde der Neubau in der Hölderlinstraße in Lauffen errichtet, 1975/76 erfolgte der Umzug in die Charlottenstraße.

## Bekannte ehemalige Schüler
- Theodor Plieninger (* 1756 in Kaltenwesten; 1840 in Stuttgart), Mediziner und Professor an der Hohen Karlsschule in Stuttgart
- Johann Christoph von Herdegen (* 1787 in Lauffen am Neckar; † 1861), Beamter, Politiker und Finanzminister des Königreichs Württemberg
- Ernst Trumpp (* 1828 in Ilsfeld; † 1885), Sprachforscher
- Karl von Muff (* 1846 in Reutlingen; † 1935), württembergischer Generalleutnant
- Robert Vollmöller (* 1849 in Ilsfeld; † 1911), Kommerzienrat
- Eugen Klöpfer (* 1886 in Talheim; † 1950), Schauspieler
- Werner Rieß (* 1963 in Lauffen am Neckar), Bildungswissenschaftler, Biologiedidaktiker
- Petra Schwille (* 1968 in Sindelfingen), Physikerin
- Markus Kleemann (* 1984 in Heilbronn), Politiker (CDU)
- Corvin Tondera-Klein (* 1984 in Heilbronn), Hörfunkmoderator
- Markus Herrera-Torrez (* 7. Mai 1988 in Zwenkau), deutscher Politiker (SPD) und Oberbürgermeister von Wertheim.

## Profile
Das Hölderlin-Gymnasium ist ein G8-Gymnasium, das Schüler in acht Jahren zum Abitur führt. Erste Fremdsprache ab Klasse 5 ist für alle Schüler Englisch. Im naturwissenschaftlichen Profil mit zwei Fremdsprachen folgt ab Klasse 6 entweder Französisch oder Latein und ab Klasse 8 das Profilfach Naturwissenschaft und Technik. Im sprachlichen Profil mit drei Fremdsprachen folgt auf Englisch ab Klasse 6 Latein oder Französisch und ab Klasse 8 Spanisch.